# 给W.F.巴赫的键盘笔记本

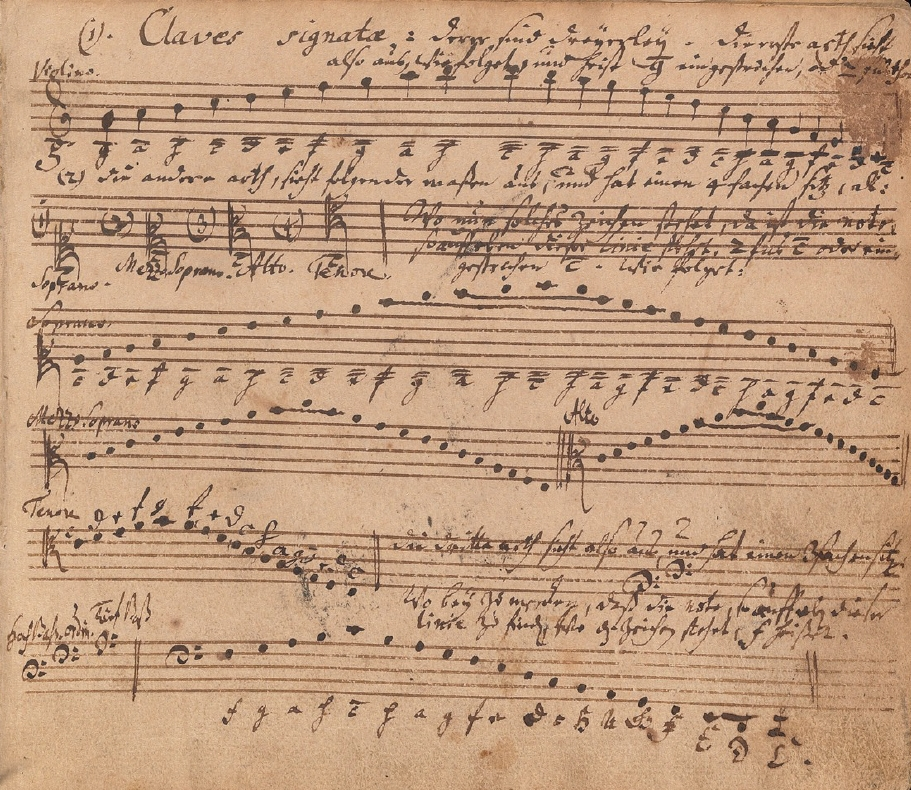
在册子的开头巴赫书写的关于谱号的说明。

给W.F.巴赫的键盘笔记本（德语：Klavierbüchlein für Wilhelm Friedemann Bach）是约翰·塞巴斯蒂安·巴赫写给其长子威廉·弗里德曼·巴赫的钢琴曲集。约翰·塞巴斯蒂安·巴赫在1720年开始编辑这本册子。其中的大部分曲子都被包含在即兴曲和交响曲（BWV 772–801）和平均律钢琴曲集（BWV 846–893）当中。该笔记本现收藏于耶鲁大学音乐学院图书馆。